# 衛宏
衛宏（?—?），字敬仲。自幼好學，年輕時與河南鄭興都學習古學，後又隨九江謝曼卿學《毛詩》，因而為《毛詩》做了訓詁。有一說為衛曾作《毛詩序》。後跟隨大司空杜林受《古文尚書》而作《訓旨》。此時濟南徐巡拜衛宏為師，後跟隨杜林學習，而徐巡也以儒學著名，從此儒學大興。漢光武帝時任議郎，官至給事中。餘事失考。

## 重要著述
《毛詩序》有大、小之分。

### 詩大序

#### 一
《詩大序》比較全面地論述了詩歌的性質、內容、表現方法和社會作用等。其中許多觀點，對中國文化詩歌的發展，有很大影響。
它吸收了先秦時代「詩言志」的理論，指出「詩者，志之所之也」，並進而指出「情動於中而形於言，言之不足故嗟嘆之，嗟嘆之不足故永歌之，永歌之不足，不知手之舞之而足之蹈之也」，既闡明了詩歌的抒情特點及其與音樂舞蹈的相互關系，又指出了思想內容對形式的決定作用。

#### 二
《詩大序》說明了詩歌與時代政治的密切關系。不同的時代有不同的作品，「治也之音安以樂，其政和；亂世之音怨以怒，其政乖；亡國之音哀以思，其民困」�，政治情況往往在詩歌的內容中反映出來。這對後來劉勰「時運交移，質文代變」，「文變染乎世情，興廢系乎時序」（《文心雕龍·時序》）理論的形式，有著重要影響。

#### 三
《詩大序》總結了我國古代詩歌的體制和表現手法，提出了「六義」說，這對古代詩歌的分類，特別是對理解古代詩歌的藝術方法，提供了線索，而且對後世詩歌的藝術的發展起了很大的推動作用。其中的比、興二法，實質上是形象思維的方法，經後世一些優秀詩人，如陳子昂、李白、白居易等的實踐和發展，成為詩歌創作和批評的一條重要原則。

#### 四
《詩大序》強調詩歌必須為統治階級的政治服務。它在說到詩歌的言情特點時，提倡「發乎情，止乎禮義」；談到詩歌的政治作用時，又強調「先王以是經夫婦，成忠孝，厚人倫，美教化，移風俗」；它的這種思想還集中突出地表現關於詩歌的社會作用的論述方面：「上以風化下，下以風刺上」，「故正得失，動天地，感鬼神，莫近於詩」。這一理論在政治上表達了統治階級對詩歌的要求，在思想上則是孔子「思無邪」，興、觀、群、怨，事父事君說的進一步發展。唐代韓愈「文以載道」，白居易「文章合為時而著，歌詩合為事而作」等理論主張，與此一脈相承。後世不少人以此作為詩歌創作和批評的原則，由此可見他對詩歌的創作有著長遠影響。

#### 結論
它是先秦到漢這一歷史時期我國詩歌理論的總結。《毛詩序》有大、小之分。《詩大序》比較全面地論述了詩歌的性質、內容、表現方法和社會作用等。其中許多觀點，對詩歌的發展，有很大影響。

## 學術傳承
衛宏師承九江人謝曼卿，善《毛詩》，又為之《訓》。《後漢書》記載：東海衛敬仲，受學於曼卿。
謝曼卿，據《文獻通考》（馬端臨著）：“後漢有九江謝曼卿，善《毛詩》，又為之訓。東海衛敬仲，受學於曼卿。先儒相承，謂之《毛詩》。《序》，子夏所創，毛公及敬仲又加潤色。”《後漢·儒林傳》：“衛宏從謝曼卿受學，作《毛詩序》，善得《風》、《雅》之旨，至今傳於世。”
《歷代詩經著述考》（先秦-元代）（劉毓慶著）載：“《毛詩訓》，謝曼卿撰，佚。”

## 毛詩序作者的爭議
毛詩序的作者至今仍眾說紛紜

### 《四庫全書總目》說法
《詩序》之說，紛如聚訟。以為《大序》子夏作，《小序》子夏、毛公合作者，鄭玄《詩譜》也；以為子夏所序《詩》，即今《毛詩》者，王肅《家語注》也；以為衞宏受學謝曼卿作《詩序》者，《後漢書．儒林傳》也；以為子夏所創，毛公及衞宏又加潤益者，《隋書．經籍志》也；以為子夏不序詩者，韓愈也；以為子夏惟裁初句，以下出於毛公者，成伯璵也。

### 宋．蘇轍《詩集傳》說法
其言時有反復繁重，類非一人之詞者，凡此皆毛氏之學而衞宏之所集錄也。

### 說法三
轍取小序首句為毛公之學。不為無見。史傳言詩序者以後漢書為近古。而儒林傳稱謝曼卿善毛詩。乃為其訓。 衞宏 從曼卿受學。因作毛詩序。轍以為 衞宏所集錄。亦不為無徵。唐成伯璵作毛詩指說。雖亦以小序為出子夏。

## 延伸阅读
[在维基数据编辑]
 《後漢書·卷79下》，出自范晔《後漢書》